# Nav
Náv či náva je slovanské podsvětí. Má podobu louky kde se pasou duše lidí a skotu, a vládne mu bůh Veles.
Toto slovo je doloženo v Dalimilově kronice z počátku 14. století a české Alexandreidě z přelomu 13. a 14. století. V první polovině 16. století jej ještě užíval Václav Hájek z Libočan, ale v 17. století z užívání vymizelo, částečně pod vlivem církve, která v něm viděla pohanský relikt. Ve staré ruštině se užívalo ve významu „mrtvý“ a je hojně doloženo i z folklóru. Toto slovo mohlo vést polského kronikáře Jana Długosze k vymyšlení božstva Nyja, obdoby Plutona. Zdeněk Váňa jej spojuje se starořeckým naus a latinským navis ve významu „loď“ a poukazuje na víru převážení duší do podsvětí na lodích a na severské pohřby na lodích. Představa plavby přes řeku do podsvětí, známá především z antického Řecka, však není u Slovanů původní, ač je rozšířena ve většině Eurasie. Vladimír Šmilauer jej vykládá z „nýti, (u)naviti“.
Se jménem podsvětí souvisí také takzvaná kost návná, exostóza, která byla považována za příčinu smrti. Stejná představa je známa i Baltům, Litevci znali tuto kost jako navi-kaulis, Lotyši jako naves celinš. Východoslované nazývali dziady, svátek zemřelých, také navsky velikden.
Slovo ráj či irij již v předkřesťanské době označovalo sídlo blažených, Ibn Fadlán jej popisuje jako zelenou zahradu a al-Mas'údí zmiňuje že slovanské vdovy touží po upálení, aby mohly vejít se svým mužem do ráje.

## Pohádky
Podsvětí se často objevuje ve slovanských pohádkách. K tomu, aby se do něj hrdina dostal, musí vynaložit značné úsilí, nachází se totiž za neproniknutelným hvozdem, ohnivou řekou, za mořem či pod mořem, pod zemí nebo naopak nad ní. Častý je také motiv výstupu na vysokou horu nebo sestupu do jeskyně či díry. Podsvětí vykazuje spojitost se sluncem, stojí zde paláce ze zlata a stříbra a hrdina se zde snaží získat zlatý poklad, zlatá jablka nebo ptáka Ohniváka. Z podsvětí také přichází nebezpečný nepřítel, Kostěj, Vítr nebo drak, který do svého domova unáší člověka či si jej žádá za oběť.
Podsvětí v pohádkách, často nazývané třikrát desáté království, má spíše podobu světa mocných přízračných bytostí než světa mrtvých duší. Na cestu do něj hrdina potřebuje pomoc psychopompa, nejčastěji Baby Jagy, stříbrného ptáka, zázračného koně či žáby ve sklenice nebo kouzelného předmětu. Motiv cesty do podsvětí je nejspíše ovlivněn iniciačními rituály přijímání chlapců mezi dospělé.

## Revenanti
Návi jsou také skupina slovanských démonů vzniklých z lidí prostřednictvím nečisté či nepřirozené smrti, tedy revenantů. Jedná se například o nekřtěnátka, děti zemřelé při porodu, mladé lidi zemřelé před svatbou, o ty, kteří před svatbou utekli nebo porušili věrnost milému či milé. Dále pak o mrtvé lupiče, čaroděje, zavražděné, utopené a mnoho jiných. Lidem jsou zpravidla nepřátelští a škodí jim.
Mezi návi patří mnoho ze slovanských démonů, například upíři, vlkodlaci, navky a slibky. Za návi jsou někdy také považovány rusalky a můry. Často se zjevují v podobě ptáků.